# Культурный центр Бхактиведанты (Детройт)
Культу́рный центр Бхактиведа́нты (англ. Bhaktivedanta Cultural Center) — храм и культурный центр Международного общества сознания Кришны (ИСККОН) в Детройте (США). Основан в 1983 году на базе Фи́шер-мэ́ншен (англ. The Fisher Mansion) — поместья автомобильного бизнес-магната Лоуренса Фишера. В храме установлены для поклонения статуи божеств Радхи-Кришны (Радха-Кунджабихари), Джаганнатхи, Баладевы и Субхадры; Чайтаньи и Нитьянанды, а также Шринатхджи.

## История
Здание, в котором располагается центр, получило широкую известность ещё до его покупки кришнаитами в 1975 году. Поместье носило название «Фишер-мэншен» («Особняк Фишера») и было построено в 1920-е годы Лоуренсом Фишером (1888—1961) — одним из семи братьев Фишер, совладельцем автомобильной компании Fisher Body и генеральным директором Cadillac Motors.
В середине 1920-х годов Лоуренс Фишер захотел построить себе роскошный особняк, по которому можно было бы судить о его богатстве. Для создания проекта он привлёк архитектора Чарльза Х. Крейна, широко известного в Америке как проектировщика кинотеатров. В это время близкий друг Фишера, Уильям Рэндольф Херст, строил в Калифорнии ставший впоследствии легендарным усадебный дом Херст-касл. Фишер хотел воздвигнуть для себя не менее величественный и роскошный особняк.
Строительство завершилось в 1928 году и обошлось Фишеру в 1,5 млн долларов США (что равняется 20 млн в современных долларах). Площадь этого богато украшенного 55-ти комнатного особняка составляла более 2000 м². Здание было построено в средиземноморском мавританском стиле, одной из отличительных особенностей которого был открытый двор. Лицевой фасад особняка выходил на Леннокс-стрит, а задняя часть примыкала к широкому каналу, впадавшему в реку Детройт. Подвал особняка был соединён с каналом, затоплен водой и использовался как стоянка для яхт и лодок.
Над строительством здания работало более 200 мастеров, многие из которых специально для этой цели были приглашены из Европы. Стены и полы комнат были выложены керамической плиткой и разноцветным итальянским мрамором, покрыты золотыми листами и изысканными металлическими украшениями. Для внутренней отделки было использовано более 2 кг золота и 4 кг серебра. Двери были сделаны из импортированного из Индии и Африки дерева и украшены ручной резьбой. Потолок роскошного танцевального зала был расписан под голубое небо с плывущими белыми облаками, а полы облицованы плитками чёрного и белого мрамора. В других комнатах полы были выложены паркетом из розового дерева, стены украшены расписанной вручную кожей и мраморными колоннами.
К особняку примыкало поле для гольфа, на котором Фишер развлекал своих именитых гостей, одним из которых был игрок в гольф Уолтер Хаген. Фишер также был большим любителем театра и часто приглашал в свою резиденцию театральные труппы. В особняке также останавливались звёзды Голливуда, в том числе такие актрисы, как Джин Харлоу и Мэри Пикфорд, с которыми Фишера одно время связывали романтические отношения.
Лоуренс Фишер умер в 1961 году. К началу 1970-х годов, район, в котором находился особняк, сильно деградировал и получил известность как самый криминогенный в Детройте. В результате цены на недвижимость упали и в 1975 году «Фишер-мэншен» всего за 300 000 долларов США (1,2 млн в современных долларах) приобрели двое кришнаитов-учеников Бхактиведанты Свами Прабхупады, принадлежавших к двум наиболее известным семьям Детройта. Это были Альфред Форд (правнук Генри Форда) и Элизабет Ройтер (дочь бывшего главы крупнейшего американского профсоюза работников автомобильной промышленности United Auto Workers Уолтера Ройтера). Альфред и Элизабет родились во враждовавших между собой семьях, но присоединившись в середине 1970-х годов к Международному обществу сознания Кришны стали друзьями и к моменту покупки «Фишер-мэншен» жили вместе в детройтском кришнаитском храме как монахи. В 1983 году Альфред Форд сказал в одном из интервью: «Я полагаю, что моя дружба с Элизабет наглядно показывает силу духовного процесса, которому мы следуем».
Поначалу Форд отнёсся к плану покупки особняка скептически, но Прабхупаде идея очень понравилась и он объявил, что «Фишер-мэншен» в будущем должен стать самым важным кришнаитским центром в США. После этого Альфред и Элизабет пожертвовали нужную для покупки особняка сумму.
В период с 1975 по 1983 год кришнаиты провели в особняке реставрационные работы и преобразовали его в индуистский храм и ведический культурный центр, который получил название «Культурный центр Бхактиведанты». Реставрация обошлась в 2 млн долларов (8 млн в современных долларах), которые были пожертвованы Альфредом Фордом. Зала для боулинга была преобразована в аудиторию на 300 мест, столовая — в вегетарианский ресторан, а танцевальный зал — в храм.
Кришаиты-художники из Лос-Анджелеса создали вдохновлённый «Бхагавад-гитой» музей-диораму и коллекцию индуистских скульптур, украсившую как комнаты особняка, так и прилегающие к нему 4 гектара садов и парков. Музей-диорама был создан на месте двух из трёх имевшихся в особняке подвальных стоянок для яхт и лодок. Он получил название «Первая американская трансцендентальная выставка» и был описан в СМИ как «диснееподобная мультимедийная выставка-диорама». В своей экспозиции, музей представлял философские идеи индуизма и различные сюжеты индуистской мифологии.
Торжественная церемония инаугурации состоялась 25 мая 1983 года и получила подробное освещение в ведущих американских СМИ. Журналистов привлекло как прошлое особняка, так и невероятное партнёрство между некогда враждовавшими друг с другом семействами Форда и Ройтера. Кроме Альфреда Форда и Элизабет Ройтер, на церемонии присутствовали другие представители детройтской элиты, генеральный консул Индии, религиовед Джон Г. Мелтон, кришнаитский гуру Бхавананда Госвами и делегат Сената штата Мичиган, вручивший кришнаитам принятую сенатом резолюцию, в которой открытие центра было названо «причиной для великой радости».
Статьи, освещавшие открытие Культурного центра Бхактиведанты, были опубликованы практически во всех крупнейших американских изданиях: Newsweek, People, USA Today, The New York Times, New York Daily News, Detroit Free Press, Dallas Morning News, Chicago Tribune и др. Открытие центра также получило освещение в новостных репортажах по американскому телевидению и радио. The Washington Post озаглавила статью об открытии центра Temple of Tomorrowland («Храм страны завтрашнего дня») — заголовок, вдохновлённый подобным Диснейленду музеем-диорамой. The Detroit News писала, что кришнаиты изменили сам дух особняка, превратив бывшее место для «гольфа, яхт и вечеринок» в место для «медитативного образа жизни», с «розами и свободно гуляющими повсюду павлинами».